# Burg Münchhausen
Die Burg Münchhausen ist die älteste Burg der Gemeinde Wachtberg bei Bonn. Sie steht als Baudenkmal unter Denkmalschutz.

## Geschichte und Architektur
Die Burg liegt im äußersten Westen der Gemeinde Wachtberg in der Gemarkung Adendorf an der Swist und war ursprünglich mit Wassergräben als Wasserburg angelegt. Urkundlich erstmals erwähnt wurde sie im Prümer Urbar von 893. Die Bausubstanz in Form von Bergfried und Torturm besteht zum Teil aus Tuff-Steinen.
In der ersten Erwähnung gehörte die Burg dem Reichskloster Prüm. Nachdem sie an die Grafen von Are-Hochstaden gelangt war, kam sie 1246 durch die Hochstadensche Schenkung an Kurköln. Sie wurde als Bollwerk und zeitweise als Zollstätte an der Krönungsstraße nach Aachen benutzt. 1525 kaufte Bartholomäus von der Leyen aus dem Adelsgeschlecht derer von der Leyens die Burg Münchhausen mit der Schäferei.
Von der ursprünglichen, wasserbewehrten Rundlingsanlage des 12./13. Jahrhunderts stehen nur noch der dreigeschossige Palas mit einer gerundeten Außenmauer, zwei Türme, der Bergfried und der Torturm. Die Basaltfundamente und die Gussbetonblöcke wurden von der vorbeiführenden römischen Eifelwasserleitung abgebaut und wiederverwendet. Bergfried und Torturm wurden zum Ende des 13. Jahrhunderts um ein Geschoss aufgestockt. In der Außenmauer des Torturmes ist der vermauerte Spitzbogen einer ehemaligen Durchfahrt sichtbar. Zwischen Palas und Torturm steht ein zweigeschossiges, verputztes Wohnhaus aus dem 18. Jahrhundert auf der alten Mauer.
Heute ist die Burg ein Reiterhof mit Restaurant.

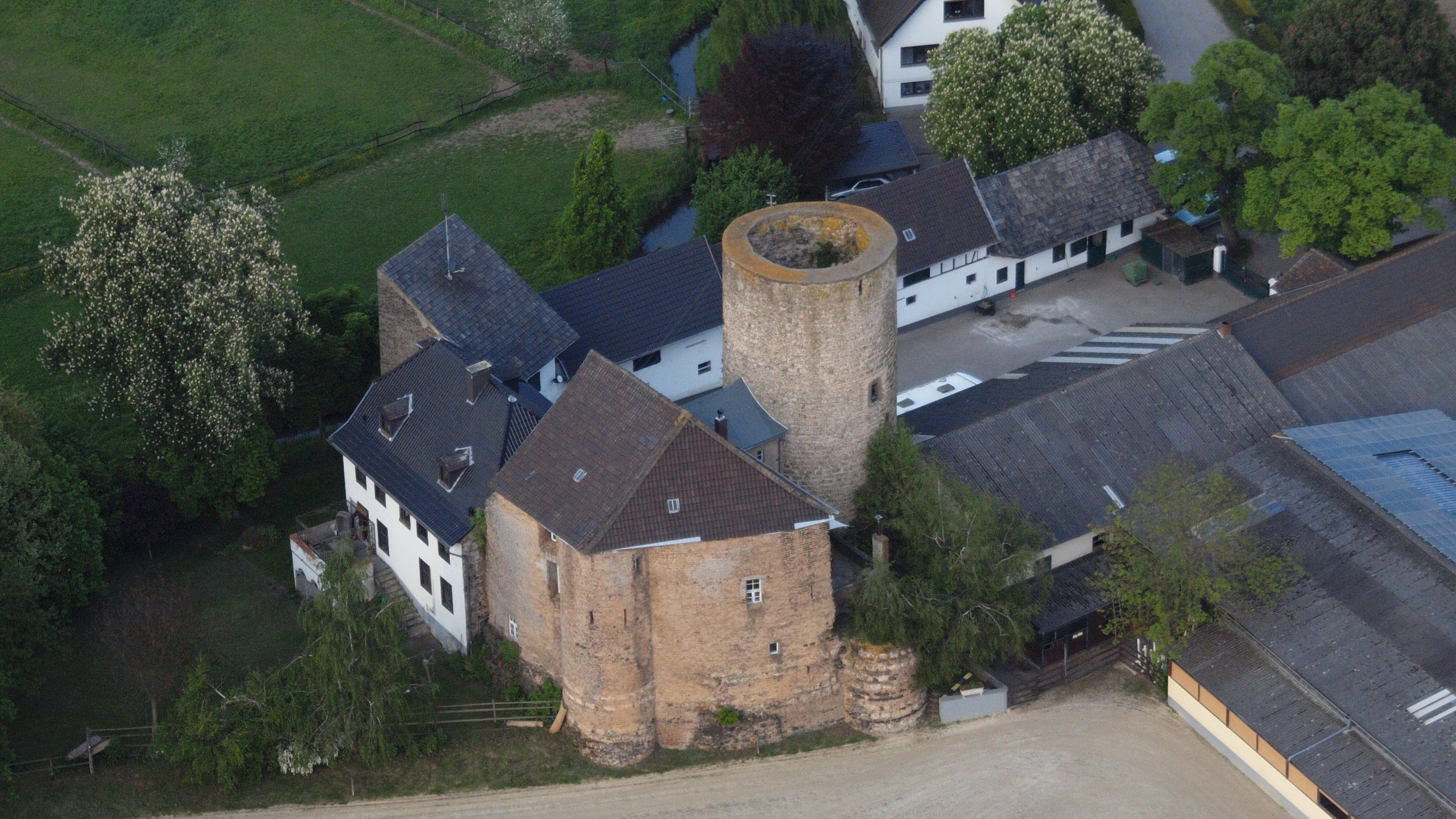
Luftaufnahme aus westlicher Richtung (2014)